# Kecamatan Syamtalira Bayu
Kecamatan Syamtalira Bayu (indonesiska: Syamtalira Bayu) är ett distrikt i Indonesien.   Det ligger i provinsen Aceh, i den västra delen av landet, 1 700 km nordväst om huvudstaden Jakarta.